# حصار فيكسبيرغ
كان حصار فيكسبيرغ (18 مايو - 4 يوليو من عام 1863) آخر عمل عسكري كبير ضمن حملة فيكسبيرغ خلال الحرب الأهلية الأمريكية. استطاع يوليسيس غرانت، اللواء في جيش الاتحاد، عبور نهر المسيسيبي برفقة جيش تينيسي بعد سلسلة من المناورات، وتمكّن من دحر جيش المسيسيبي التابع للولايات الكونفدرالية، بقيادة الفريق جون بيمبرتون، نحو الخطوط الدفاعية المحيطة بمدينة وحصن فيسكبيرغ ضمن مقاطعة وارن.
كانت فيكسبيرغ آخر معقل للولايات الكونفدرالية على نهر المسيسيبي، فأنهى الاستيلاء عليها الجزء الثاني من الاستراتيجية الشمالية، والمعروفة باسم خطة أناكوندا. قرر غرانت بدء حصار المدينة في 25 مايو عقب فشل غزوتين كبيرتين ضد تحصينات الجيش الكونفدرالي، وقعتا في 19 و22 مايو، واللتان سبّبتا خسائرًا فادحة. استسلمت حامية فيسكبيرغ في الرابع من يوليو عندما شارفت المؤن على النفاذ، بعدما صمدت 40 يومًا.  أدى انتهاء حملة فيكسبيرغ الناجحة إلى تدهور كبير في قدرة الجيش الكونفدرالي على الاستمرار في المساعي الحربية. تزامن الحدث السابق مع استسلام مرفأ هدسون أسفل النهر أمام قوات اللواء ناثانيل بانكس في 9 يوليو، ما أدى إلى وقوع قيادة نهر المسيسيبي في أيدي قوات الاتحاد، والتي احتفظت بها حتى نهاية الصراع.
يُعد استسلام القوات الكونفدرالية في 4 يوليو عام 1863 نقطة تحوّل فاصلة في مسار الحرب، لاقترانه خصوصًا مع هزيمة الجنرال روبرت لي في معركة غيتيسبيرغ على يد اللواء جورج ميد في اليوم السابق. أدى الانتصاران السابقان إلى قطع المنطقة العسكرية العابرة لنهر المسيسيبي (والتي تشمل ولايات أركنساس وتكساس وجزءًا من لويزيانا) عن باقي الولايات الفيدرالية، أي تقسيم الولايات الفيدرالية إلى نصفين فعليًا طوال فترة الحرب المتبقية. دعا أبراهام لينكون حصار فيكسبيرغ بـ«مفتاح الفوز في الحرب».

## خلفية

### الوضع العسكري
تمكن غرانت من اجتياز نهر المسيسيبي في بروينسبرغ، الواقعة جنوب فيكسبيرغ، واتجه نحو الشمال الشرقي محققًا النصر في معركتي بورت غيبسون وريموند، ثم استولى على جاكسون، عاصمة ولاية مسيسيبي، في 14 مايو عام 1863، وهذا ما دفع بيمبرتون إلى الانسحاب غربًا. فشلت محاولات وقف تقدّم جيش الاتحاد في تشامبيون هيل وجسر النهر الأسود الكبير. علم بيمبرتون بالتحضيرات التي يعدها الفيلق التابع لقيادة اللواء ويليام شيرمان، والساعية إلى ضرب خاصرة جيش بيمبرتون من الشمال، لذا اختار الانسحاب كي لا يُطوّق جيشه. أحرق بيمبرتون الجسور أعلى النهر الأسود الكبير، ودمّر الأراضي الريفية في طريق انسحابه إلى مدينة فيكسبيرغ قوية التحصين.
أخلى جيش الولايات الكونفدرالية جرف هاين الذي احتلّه خيالة شيرمان لاحقًا في 19 مايو، ولم تعد مراكب الاتحاد البخارية مضطرة إلى مواجهة فيكسبيرغ بعدما أصبح بإمكانها الرسو على نهر يازو. تمكّن غرانت حينها من الحصول على المؤن مباشرة بدلًا من الطريق السابق، حينما كانت القوافل تمر بولاية لويزيانا، ثم تعبر النهر مرورًا ببلدتي غراند غولف وبروينسبرغ، وتعود أخيرًا باتجاه الشمال.

فقد بيمبرتون أكثر من نصف تعداد قواته خلال معركتين سابقتين، وانتظر أغلب سكان فيكسبيرغ وصول الإغاثة من جيش الجنرال جوزيف إغلستون جونسون، قائد المنطقة العسكرية الغربية، لكن هذه المساعدة لم تصل إطلاقًا. زحفت أعداد كبيرة من قوات جيش الاتحاد لفرض حصار عسكري على المدينة. أصلح جيش الاتحاد الجسور على النهر الأسود الكبير، وعبر النهر في 18 مايو. أرسل جونستون مذكرة إلى الجنرال بيمبرتون، طالبًا منه التضحية بالمدينة وإنقاذ جنوده، وهو ما لن يفعله بيمبرتون (وُلد بيمبرتون في شمال الولايات المتحدة، وعلى الأرجح أنه تأثر بخوفه من إدانة العامة جراء تخليه عن المدينة).
«حاول بيمبرتون إرضاء جيفيرسون ديفيس، والأخير هو من أصر على الاحتفاظ بفيكسبيرغ ومرفأ هدسون. اضطر بيمبرتون إلى إرضاء جونستون، الذي لم يرَ أي أهمية عسكرية للمدينة أو الحصن، فوقع بيمبرتون في حيرة من أمره، وكان ضحية النظام القيادي الملتوي، وضحيّة تردده أيضًا.»

-        فيسكبيرغ، مايكل بي. بالارد

### التحصينات
امتلك بيمبرتون 18 ألفًا و500 جندي فقط أثناء تقدّم قوات جيش الاتحاد نحو فيكسبيرغ، بينما تألّف جيش غرانت من 35 ألف جندي، بالإضافة إلى مزيدٍ من الجنود القادمين لاحقًا. في المقابل، امتلك بيمبرتون ميزة الأرض والتحصينات التي جعلت من دفاعاته غير قابلة للاختراق إلى حد كبير. امتد الخط الدفاعي حول فيسكبيرغ مسافة قدرها 10 كيلومترات، وارتكز الخط على تربة ذات ارتفاعات مختلفة، حيث احتوت هضابًا وجرفًا صخرية ومنحدرات حادة، ما أجبر المهاجمين على صعود تلك الهضاب تحت وابل من النيران. تألفت الحدود الخارجية لخط الدفاع من خنادق دفاعية مجهزة بالبنادق، بالإضافة إلى الحصون والخنادق والطابيات والتحصينات هلالية الشكل. أما أبرز التحصينات على خط الدفاع، فهي فورت هيل على جرف مرتفع شمال المدينة، والحاجز القرني المطل على الدرب المؤدي إلى المدينة، والمار بطريق المقبرة من الشمال الشرقي، وحاجز لويزيانا القرني الثالث والطابية الكبرى وطابية السكة الحديدية، والمسؤولة جميعها عن حماية الفجوة الناجمة عن مرور خط السكة الحديدية بالمدينة. بالإضافة إلى الحصن المربع (حصن غاروت)، وهو نتوء على طريق هالز فيري، والحصن الجنوبي أيضًا.

## القوى المتقاتلة

### جيش الاتحاد
جلب جيش تينيسي، بقيادة اللواء غرانت، 5 فيالق لحصار المدينة:
- الفيلق التاسع[7] الذي ترأسه قائد الفيلق جون بارك
- الفيلق الثالث عشر الذي ترأسه قائد الفيلق جون ألكسندر ماكليرناند
- الفيلق الخامس عشر الذي ترأسه قائد الفيلق ويليام شيرمان
- الفيلق السادس عشر (مفرزة) الذي ترأسه قائد الفيلق كادوالادر واشبورن
- الفيلق السابع عشر الذي ترأسه قائد الفيلق جيمس مكفيرسون

### جيش الولايات الكونفدرالية
تألّف جيش المسيسيبي، تحت قيادة الفريق جون بيمبرتون، من 4 فرق، يترأسها قادة الفيالق التالية أسماؤهم:
- كارتر إل. ستيفنسون
- جون هوراس فورني
- مارتن لوثر سميث
- جون إس. بوين

## الحصار

### الغزوات
أراد غرانت سحق جيش الولايات الكونفدرالية قبل أن يتمكن الأخير من إعادة تنظيم دفاعاته، فأمر بشن هجومٍ على الحاجز القرني في 19 مايو. وجد جيش شيرمان صعوبة في التقدّم نحو مواقعه جراء نيران البنادق والمدفعية، والتي أطلقها اللواء 36 مشاة من جيش المسيسيبي تحت قيادة قائد اللواء لويس إيبرت. اضطر جيش شيرمان إلى عبور وادٍ ضيق وحاد، محمي بتحصينات الحظار، وخندق بعمق 1.8 متر وعرض 2.4 متر، ثم اضطر الجيش إلى الهجوم على أسوار الحاجز القرني التي بلغ ارتفاعها 5.2 متر. استطاع المقاومون طرد الغزاة بسهولة في المحاولة الأولى، فأمر غرانت قوات المدفعية ببدء القصف لتليين دفاعات المدينة. بحلول الثانية ظهرًا، حاولت فرقة شيرمان، تحت قيادة فرانسيس بريستون بلير جونيور، الهجوم مجددًا باستخدام عدد أقل من الرجال، وتمكنت من التقدّم حتى وصلت الخندق أسفل الحاجز القرني. انهارت الفرقة المهاجمة جراء تبادل إطلاق النار والقنابل اليدوية الملقاة من كل حدب وصوب.
أدت هجمات جيش الاتحاد الفاشلة في 19 مايو إلى إحباط عزيمة الجنود، وكبح الثقة التي اكتسبوها بعد سلسلة من الانتصارات على طول نهر المسيسيبي. كانت الهجمات على فيكسبيرغ مكلفة أيضًا، فقُتل حينها 157 جنديًا، وجُرح 777، بينما فُقد 8 جنود. في المقابل، تكبّد جيش الولايات الكونفدرالية خسائرًا أقل، فقُتل من الجيش 8 جنود وأُصيب 62 جنديًا. استعاد جيش الكونفدرالية عزيمته القتالية بعدما كان محبطًا في السابق.